# 金陶山
金陶山（1891年—1921年），本名金永根，朝鮮半島首部电影《义理的仇讨》的编剧、导演和主演:30-31:29-30:38-40。
金陶山1891年出生于漢城忠武路。从教会学校毕业后，金陶山很早就从师于朝鮮半島新小说开拓者、演剧编剧李人稙（Lee In-jik），在圆觉社（Wongaksa Theater）学习新派剧。1911年，他加入了李圣九（Im Sung-kyu）的新派剧团“革新团”，次年开始登台表演。李人稙圆觉社下属的艺兴座解散后，年仅26岁的金陶山召集了一部分团员和李京华（Lee Kyung-hwan）、卞基钟（Byun Ki-jong）、金永德等30余人，在大邱富豪郑麟基的资助下成立了新派剧团“新剧座”，并担任团长。新剧座排演了融合日本新剧和旧剧的《义气男儿》、《琵琶声》、《千里马》、《郑乙仙传》等作品。:31-32:34
1918年7月5日，日本地方巡回新派剧团“濑户内海”为庆祝黄金馆开馆两周年来到朝鮮半島演出，上演了《不如归》、《我之罪》等连锁剧。金陶山前去观看后很受启发，并萌发制作连锁剧的想法:32:30。在团成社负责人朴承弼的资助下，他自编、自导、自演了这部朝鮮半島首部连锁剧《义理的仇讨》，这被认为是朝鮮半島电影制作的起点。1919年10月27日，《义理的仇讨》（8幕28场）在团成社上演取得了成功:30-31:29-31。之后，新剧座又完成了《是友情》（1919年，8幕30章）、《刑事的苦心》（1919年，1卷）、《经恩重报》（1920年，7幕37章）、《天命》（1920年，9幕38章）、《明天》（1920年，1卷）等连锁剧。之后，金陶山在汉江拍摄连锁剧时摔伤，引发肋膜炎并发症，于1921年7月26日晚11时病逝，当时他年仅31岁，正值电影创作的鼎盛时期:34-35。